# Sven Svenson (redaktör)
Sven Vilhelm Svenson, född 3 september 1918 i Lund, död 17 december 2011 i Lund, var en svensk frikyrklig tidningsman och författare.

## Biografi
Svenson började på Svenska Morgonbladet som krigskorrespondent och utrikesredaktör i Finland. År 1953 blev han redaktionschef och chefredaktör för Svenska Journalen, en tidning med ambitionen att informera om världsvid mission. Svenson gjorde många resor och mötte många miljöer och människor som beskrevs med reportage i tidningen samt i flera böcker. År 1958 tog han initiativet till en insamling för ett missionssjukhus, något som senare blev grunden för Svenska Journalens Läkarmission.
År 1969 blev han chefredaktör för Svenska Baptistsamfundets tidning Veckoposten samt chef för Westerbergs bokförlag.